# Caradrina morosa
Caradrina morosa är en fjärilsart som beskrevs av Lederer 1853. Caradrina morosa ingår i släktet Caradrina och familjen nattflyn. Inga underarter finns listade i Catalogue of Life.